# Popis najskupljih slika
Popis najskupljih slika je organiziran prema indeksu cijena prilagođenih inflaciji (podebljano) u milijunima američkih dolara 2016. godine. Ovaj predložak koristi srednju vrijednost inflacije jer mjesečni prosjeci daju različite vrijednosti. Također, popis u nekoj drugoj valuti bi bio neuravnotežen zbog različitih tečajnih promjena, a većina prodaja je obavljena u dolarima. Slike se navode samo jednom i to prema posljednjoj najvećoj cijeni koju je postigla.

## Popis prema cijenama
| Prilagođena cijena (u milijunima) | Izvorna cijena (u milijunima) | Naziv                                                              | Slika | Umjetnik              | Godina        | Datum prodaje       | Pozicija na dan prodaje   | Prodavač                               | Kupac                                                       | Posrednik                                                       |
| --------------------------------- | ----------------------------- | ------------------------------------------------------------------ | ----- | --------------------- | ------------- | ------------------- | ------------------------- | -------------------------------------- | ----------------------------------------------------------- | --------------------------------------------------------------- |
| $450,3                            | $450,3                        | Salvator Mundi                                                     |       | Pripisano Leonardu    | 1490. – 1519. | 15. studeni 2017.   | 1.                        | Dmitrij Rubolovljev                    | Odsjek za kulturu i turizam Abu Dabija                      | Christie's, New York                                            |
| ~$304                             | ~$300                         | Petlja                                                             |       | Willem de Kooning     | 1955.         | Rujan 2009.         | 1. ili 2.                 | Fundacija David Geffen                 | Kenneth C. Griffin                                          | Privatna prodaja                                                |
| $270 +                            | $250 +                        | Kartaši                                                            |       | Paul Cézanne          | 1892./1893.   | Travanj 2011.       | 1.                        | George Embiricos                       | Država Katar                                                | Privatna prodaja                                                |
| $213                              | $210                          | Nafea Faa Ipoipo (Kad ćeš se udati?)                               |       | Paul Gauguin          | 1892.         | Veljača 2015.       | 1. ili 2.                 | Obitelj Rudolfa Staechelina            | Nepoznato, vjerojatno država Katar                          | Privatna prodaja                                                |
| ~$203                             | ~$200                         | Broj 17A                                                           |       | Jackson Pollock       | 1948.         | Kolovoz 2009.       | 4.                        | Fundacija David Geffen                 | Kenneth C. Griffin                                          | Privatna prodaja                                                |
| $190                              | $186 (€140)                   | Broj 6. (Lavanda, zeleno i crveno)                                 |       | Mark Rothko           | 1951.         | Kolovoz 2014.       | 2.                        | Christian Moueix                       | Dmitrij Rubolovljev                                         | Privatna prodaja posredovanjem Yvesa Bouviera                   |
| $182                              | $179,4 (€160M za obje)        | Dvojni portreti Maertena Soolmansa i Oopjen Coppit                 |       | Rembrandt             | 1634.         | Rujan 2015.         | 4.                        | Éric de Rothschild                     | Rijksmuseum Louvre                                          | Privatna prodaja                                                |
| $181,7                            | $179,36                       | Alžirske žene                                                      |       | Pablo Picasso         | 1955.         | 11. svibnja 2015.   | 4.                        | Privatna kolekcija                     | Hamad bin Džasim bin Džaber Al Tani                         | Christie's, New York.                                           |
| $172,6                            | $170,4                        | Nu couché                                                          |       | Amedeo Modigliani     | 1917./18.     | 9. studenoga 2015.  | 6.                        | Laura Mattioli Rossi                   | Liu Yiqian                                                  | Christie's, New York.                                           |
| $164,5                            | $140                          | Broj 5., 1948.                                                     |       | Jackson Pollock       | 1948.         | 2. studenoga 2006.  | 1.                        | David Geffen                           | David Martinez                                              | Private sale via Sotheby's                                      |
| $161,6                            | $137,5                        | Žena III.                                                          |       | Willem de Kooning     | 1953.         | 18. studenoga 2006. | 2.                        | David Geffen                           | Steven A. Cohen                                             | Privatna prodaja posredovanjem Larryja Gagosiana                |
| $161,5                            | $155                          | San                                                                |       | Pablo Picasso         | 1932.         | 26. ožujka 2013.    | 5.                        | Steve Wynn                             | Steven A. Cohen                                             | Privatna prodaja                                                |
| $158,7                            | $135                          | Portret Adele Bloch-Bauer I.                                       |       | Gustav Klimt          | 1907.         | 18. lipnja 2006.    | 1.                        | Maria Altmann                          | Ronald Lauder, Neue Galerie                                 | Privatna prodaja posredovanjem aukcijske kuće Christie's        |
| $172,6                            | $170,4                        | Nu couché (sur le côté gauche)                                     |       | Amedeo Modigliani     | 1917./18.     | 15. svibnja 2018.   | 15.                       |                                        |                                                             | Sotheby's, New York                                             |
| $150                              | $150                          | Portret Adele Bloch-Bauer II.                                      |       | Gustav Klimt          | 1912.         | 2016.               | 14.                       | Oprah Winfrey                          | Nepoznat kupac u Kini                                       | Privatna prodaja posredovanjem Larryja Gagosiana                |
| $148,4                            | $142,4                        | Tri studije Luciana Freuda                                         |       | Francis Bacon         | 1969.         | 12. studenoga 2013. | 7.                        | [ 24 ] [ 25 ]                          | Elaine Wynn, bivša supruga Stevea Wynna                     | Christie's, New York                                            |
| $137,7                            | $82,5                         | Portret Dr. Gacheta                                                |       | Vincent van Gogh      | 1890.         | 15. svibnja 1990.   | 1.                        | Obitelj Siegfried Kramarsky            | Ryoei Saito                                                 | Christie's, New York                                            |
| $130,3                            | $78,1                         | Ples kod Moulin de la Galette                                      |       | Pierre-Auguste Renoir | 1876.         | 17. svibnja 1990.   | 2.                        | Betsey Whitney                         | Ryoei Saito                                                 | Sotheby's, New York                                             |
| $130,2                            | $104,2                        | Dječak s lulom                                                     |       | Pablo Picasso         | 1905.         | 4. svibnja 2004.    | 3.                        | Greentree foundation (obitelj Whitney) | Barilla Group?                                              | Sotheby's, New York                                             |
| $127                              | $119.9                        | Krik                                                               |       | Edvard Munch          | 1895.         | 2. svibnja 2012.    | 8.                        | Petter Olsen                           | Leon Black                                                  | Sotheby's, New York                                             |
| $125                              | $118                          | Ležeći akt na plavom jastuku                                       |       | Amedeo Modigliani     | 1917.         | 2012.               | 8.                        | Steven A. Cohen                        | Dmitry Rybolovlev                                           | Privatna prodaja posredovanjem Yvesa Bouviera                   |
| $121,1                            | $110                          | Zastava                                                            |       | Jasper Johns          | 1954.         | Ožujak 2010.        | 7.                        | Jean-Christophe Castelli               | Steven A. Cohen                                             | Privatna prodaja                                                |
| $117,2                            | $106,5                        | Akt, zeleno lišće i bista                                          |       | Pablo Picasso         | 1932.         | 4. svibnja 2010.    | 8.                        | Frances Lasker Brody                   |                                                             | Christie's, New York                                            |
| $115                              | $115                          | Djevojka s korpom cvijeća                                          |       | Pablo Picasso         | 1905.         | 8. svibnja 2018.    | David i Peggy Rockefeller | Nepoznat kupac                         |                                                             | Christie's, New York                                            |
| $112,3                            | $100                          | Osam Elvisa                                                        |       | Andy Warhol           | 1963.         | listopad 2008.      | Annibale Berlingieri      | Država Katar (pretpostavka)            | 10.                                                         | Privatna prodaja posredovanjem Philippea Ségalota               |
| $111,9                            | $95,2                         | Dora Maar s mačkama                                                |       | Pablo Picasso         | 1941.         | 3. svibnja 2006.    | 5.                        | Obitelj Gidwitz                        | Boris Ivanishvili                                           | Sotheby's, New York                                             |
| $110,5                            | $110,5                        | Bez naziva                                                         |       | Jean-Michel Basquiat  | 1982.         | 18. svibnja 2017.   | 28.                       |                                        | Yusaku Maezawa                                              | Sotheby's, New York                                             |
| $110,2 +                          | $105,7 + (¥10,300)            | Anino svjetlo                                                      |       | Barnett Newman        | 1968.         | 4. listopada 2013.  | 18.                       | DIC Corp.                              |                                                             | Privatna prodaja                                                |
| $109,9                            | $105,4                        | Udes srebrnog auta (Dvostruka nesreća)                             |       | Andy Warhol           | 1963.         | 13. studenoga 2013. | 20.                       |                                        |                                                             | Sotheby's, New York                                             |
| $104                              | $100                          | Planina Sainte-Victoire, pogled na šumu Crnog dvorca               |       | Paul Cézanne          | 1904.         | 2013.               | 20.                       | Dom Edsel i Eleanor Ford               | Katar                                                       | Privatna prodaja                                                |
| $103,8                            | $58 plus razmjena djela       | Portret poštara Josepha Roulina                                    |       | Vincent van Gogh      | 1889.         | 1. kolovoza 1989.   | 1.                        | Privatna kolekcija, Zürich             | Museum of Modern Art New York                               | Privatna prodaja posredovanjem Thomasa Ammanna, Fine Art Zurich |
| $101                              | $71,5                         | Autoportret umjetnika bez brade (Portrait de l'artiste sans barbe) |       | Vincent van Gogh      | 1889.         | 19. studenoga 1998. | 5.                        | Nasljednici Jacquesa Koerfera          |                                                             | Christie's, New York                                            |
| $100,5                            | $76,7 (£49,5)                 | Pokolj nevine dječice                                              |       | Peter Paul Rubens     | 1611-         | 10. srpnja 2002.    | 6.                        | Austrijska obitelj                     | Kenneth Thomson                                             | Sotheby's, London                                               |
| $100,3                            | $53,9                         | Irisi                                                              |       | Vincent van Gogh      | 1889.         | 11. studenoga 1987. | 1.                        | sin Joan Whitney Payson                | Alan Bond                                                   | Sotheby's, New York                                             |
| $96,9                             | $86,3                         | Triptih, 1976.                                                     |       | Francis Bacon         | 1976.         | 14. svibnja 2008.   | 13.                       | Obitelj Jeanne-Pierra Moueixa          | Roman Abramovič                                             | Sotheby's, New York                                             |
| $96,6                             | $95,4                         | Sestra                                                             |       | Roy Lichtenstein      | 1964.         | 9. studenoga 2015.  | 30.                       |                                        |                                                             | Christie's, New York.                                           |
| $93,9                             | $80                           | Lažni start                                                        |       | Jasper Johns          | 1959.         | 12. listopada 2006. | 11.                       | David Geffen                           | Kenneth C. Griffin                                          | Privatna prodaja posredovanjem Richarda Graya.                  |
| $93,4                             | $57                           | Polje žita s čempresima                                            |       | Vincent van Gogh      | 1889.         | Svibanj 1993.       | 6.                        | sin Emila Georga Bührlea               | Walter H. Annenberg                                         | Privatna prodaja preko Stevena Mazoha                           |
| $91,6                             | $80                           | Tirkizna Marilyn                                                   |       | Andy Warhol           | 1964.         | 20. svibnja 2007.   | 17.                       | Stefan Edlis                           | Steven A. Cohen                                             | Privatna prodaja posredovanjem Larryja Gagosiana                |
| $92                               | $86,9                         | Narančasto, crveno, žuto                                           |       | Mark Rothko           | 1961.         | 8. svibnja 2012.    | 26.                       | Posjed Davida Pincusa                  |                                                             | Christie's, New York                                            |
| $90,4                             | $80,5 (£40,9)                 | Jezero lopoča (Monet)                                              |       | Claude Monet          | 1919.         | 24. lipnja 2008.    | 20.                       | J. Irwin i Xenia S. Miller             |                                                             | Christie's, London                                              |
| $89,9                             | $70                           | Portret Alfonsa d'Avalosa, markiza Vasta, u oklopu s pažem         |       | Tizian                | 1533.         | Studeni 2003.       | 10.                       | Osiguravajuća kuća AXA                 | Getty Museum                                                | Privatna prodaja posredovanjem Hervéa Aarona                    |
| $86,2                             | $84,2                         | Crna vatra I.                                                      |       | Barnett Newman        | 1961.         | 13. svibnja 2014.   | 35.                       | Privatna kolekcija                     | Anonimno                                                    | Christie's, New York.                                           |
| $85,8                             | $85,8                         | Suprematistička kompozicija                                        |       | Kazimir Maljevič      | 1916.         | 15. svibnja 2018.   |                           | Anonimni prodavač                      | Nepoznat kupac                                              | Christie's, New York                                            |
| $85,3                             | $49,3 (F300)                  | Vjenčanje Pierrette                                                |       | Pablo Picasso         | 1905.         | 30. studenoga 1989. | 3.                        | Fredrik Roos                           | Tomonori Tsurumaki                                          | Binoche et Godeau Pariz                                         |
| $84,7                             | $84,7                         | Lopoči u cvatu                                                     |       | Claude Monet          | 1914. – 1917. | 8. svibnja 2018.    |                           | David i Peggy Rockefeller              | Nepoznat kupac                                              | Christie's, New York                                            |
| $84,2                             | $60,5                         | Zavjesa, vrč i zdjela s voćem                                      |       | Paul Cézanne          | 1894.         | 10. svibnja 1999.   | 9.                        | Obitelj Whitney                        |                                                             | Sotheby's, New York                                             |
| $83,9                             | $81,9                         | Trostruki Elvis                                                    |       | Andy Warhol           | 1963.         | 12. studenoga 2014. | 39.                       | WestSpiel                              |                                                             | Christie's, New York                                            |
| $83,4                             | $72,8                         | Bijelo središte (žuto, ružićasto i lila na rozom)                  |       | Mark Rothko           | 1950.         | 15. svibnja 2007.   | 19.                       | David Rockefeller, stariji             | Šeik Hamad bin Kalifa Al Tani                               | Sotheby's, New York                                             |
| $83                               | $81,9                         | Broj 10.                                                           |       | Mark Rothko           | 1958.         | 13. svibnja 2015.   | 42.                       |                                        |                                                             | Christie's, New York                                            |
| $82,8                             | $47,8                         | Yo, Picasso                                                        |       | Pablo Picasso         | 1901.         | 9. svibnja 1989.    | 2.                        | Wendell Cherry                         | Stavros Niarchos                                            | Sotheby's, New York                                             |
| $82,7                             | $80,8                         | Tri studije za portret Johna Edwardsa                              |       | Francis Bacon         | 1984.         | 13. svibnja 2014.   | 39.                       | Privatna kolekcija                     | Anonimno                                                    | Christie's, New York.                                           |
| $82,1                             | $71,7                         | Udes zelenog auta                                                  |       | Andy Warhol           | 1963.         | 16. svibnja 2007.   | 21.                       | Privatna kolekcija, Zürich             | Philip Niarchos                                             | Christie's, New York                                            |
| $81, 4                            | $81,4                         | Plastovi sijena (Monet)                                            |       | Claude Monet          | 1891.         | 16. studenog 2016.  | 49.                       |                                        |                                                             | Christie's, New York                                            |
| $81,3                             | $81,3                         | Laboureur dans un champ                                            |       | Vincent van Gogh      | 1889.         | 13. studenog 2017.  | 52.                       | Posjed Nancy Lee i Perrjay R. Bassa    |                                                             | Christie's, New York                                            |
| $81                               | $~$75 (€50-60)                | Darmstadtska Gospa                                                 |       | Hans Holbein          | 1526.         | 12. srpnja 2011.    | 29.                       | Donatus, grof Hessea                   | Reinhold Würth                                              | Privatna prodaja preko Christopha Grafa Douglasa                |
| $80,8                             | $80,8                         | Odaliska na magnolijama                                            |       | Henri Matisse         | 1923.         | 8. svibnja 2018.    |                           | David i Peggy Rockefeller              | Nepoznat kupac                                              | Christie's, New York                                            |
| $77,9                             | $70,6 (£50)                   | Dijana i Akteon                                                    |       | Tizian                | 1556. – 1559. | 1. veljače 2009.    | 26.                       | Francis Egerton, vojvoda Sutherlanda   | Nacionalna galerija Škotske i Nacionalna galerija u Londonu | Privatna prodaja                                                |
| $79,5                             | $75,1                         | Broj 1. (Kraljevsko crvena iplava)                                 |       | Mark Rothko           | 1954.         | 13. studenoga 2012. | 36.                       | John i Anne Marion                     |                                                             | Sotheby's, New York                                             |
| $78,7                             | $71,7 (£45)                   | Dijana i Kalisto                                                   |       | Tizian                | 1556. – 1559. | 2. ožujka 2012.     | 38.                       | Francis Egerton, vojvoda Sutherlanda   | Nacionalna galerija Škotske & Nacionalna galerija u Londonu | Privatna prodaja                                                |
| $77,8                             | $68                           | Klinika Gross                                                      |       | Thomas Eakins         | 1875.         | 12. travnja 2007.   | 21.                       | Sveučilište Thomas Jefferson           | Muzej umjetnosti Philadelphije                              | Privatna prodaja                                                |
| $75,9                             | $69                           | Sjedeći akt na divanu ("La Belle Romaine")                         |       | Amedeo Modigliani     | 1917.         | 2. studenoga 2010.  | 33.                       | Halit Cıngıllıoglu                     |                                                             | Sotheby's, New York                                             |
| $74,6                             | $63,5                         | Police Gazette                                                     |       | Willem de Kooning     | 1955.         | 12. listopada 2006. | 20.                       | David Geffen                           | Steven A. Cohen                                             | Privatna prodaja preko Richarda Graya.                          |
| $74,8                             | $55                           | Žena s prekriženim rukama                                          |       | Pablo Picasso         | 1902.         | 8. studenoga 2000.  | 13.                       | Obitelj McCormick, Chicago             |                                                             | Christie's, New York                                            |
| $73,8                             | $39,7 (£24.75)                | Vaza s petnaest suncokreta                                         |       | Vincent van Gogh      | 1888.         | 30. ožujka 1987.    | 1.                        | Helen Beatty, snaha Chestera Beattya   | Yasuo Goto, Yasuda Comp.                                    | Christie's, London                                              |
| $71,4                             | $70,5                         | Bez naziva (New York City)                                         |       | Cy Twombly            | 1968.         | 11. studenoga 2015. |                           | Obitelj Sydney M. Irmas                |                                                             | Christie's, New York                                            |
| $71,3                             | $69,6                         | Bez naziva                                                         |       | Cy Twombly            | 1970.         | 12. studenoga 2014. | 54.                       | Nicola del Roscio                      |                                                             | Christie's, New York                                            |
| $71,3                             | $69,6                         | Četiri Marlona                                                     |       | Andy Warhol           | 1966.         | 12. studenoga 2014. | 54.                       | WestSpiel                              |                                                             | Christie's, New York                                            |
| $70,6                             | $65.5 (¥425,5)                | Orao na boru                                                       |       | Qi Baishi             | 1946.         | 22. svibnja 2011.   | 38.                       | Liu Yiqian                             | Hunan TV & Broadcast Intermediary Co                        | China Guardian Auctions                                         |
| $70,4                             | $40,7                         | U Lapin Agileu                                                     |       | Pablo Picasso         | 1904.         | 27. studenoga 1989. | 5.                        | Kćerka Joana Whitneya Paysona          | Walter H. Annenberg                                         | Sotheby's, New York                                             |
| $70,1                             | $70,1                         | Kontrast oblika                                                    |       | Fernand Léger         | 1913.         | 13. studenoga 2017. | 68.                       | Fundacija Anna-Maria i Stephen Kellen  |                                                             | Christie's, New York                                            |
| $69,7                             | $63,4                         | Muškarci u njezinom životu                                         |       | Andy Warhol           | 1962.         | 8. studenoga 2010.  | 37.                       | Jose Mugrabi                           | Šeikh Hamad bin Kalifa Al Tani                              | Phillips de Pury & Company                                      |
| $69,3                             | $38,5 (£20.9)                 | Akrobat i mladi harlekin                                           |       | Pablo Picasso         | 1905.         | 28. studenoga 1988. | 3.                        | Nasljednik Rogera Janssena?            | Mitsukoshi                                                  | Christie's, London                                              |
| $68,9                             | $49,5                         | Femme assise dans un jardin                                        |       | Pablo Picasso         | 1938.         | 10. studenoga 1999. | 13.                       | Robert Saidenberg                      |                                                             | Sotheby's, New York                                             |
| $68,3                             | $67,45                        | La Gommeuse                                                        |       | Pablo Picasso         | 1901.         | 5. studenoga 2015.  |                           | William I. Koch                        |                                                             | Sotheby's, New York.                                            |
| $68,2                             | $67,4                         | Buste de femme (Femme à la résille)                                |       | Pablo Picasso         | 1938.         | 11. svibnja 2015.   |                           | Steve Wynn                             | Joseph Lau                                                  | Christie's, New York.                                           |
| $67,8                             | $47,5                         | Seljanka na pozadini od žita                                       |       | Vincent van Gogh      | 1890.         | 1997.               | 12.                       |                                        | Steve Wynn                                                  | Privatna prodaja preko Acquavella Galleries Inc., New York      |
| $67,8                             | $66,2                         | Bez naziva                                                         |       | Mark Rothko           | 1952.         | 13. svibnja 2014.   | 54.                       | Privatna kolekcija                     | Anonimno                                                    | Christie's, New York.                                           |
| $67,2                             | $66,3                         | Aleja u Alyscampsu                                                 |       | Vincent van Gogh      | 1888.         | 5. svibnja 2015.    | 60.                       |                                        |                                                             | Sotheby's, New York                                             |
| $67                               | $62,1 (¥402,5)                | Ponovno naseljavanje Zhichuana                                     |       | Wang Meng             | 1350.         | 4. lipnja 2011.     | 42.                       |                                        |                                                             | Beijing Poly Auction                                            |
| $66,7                             | $65,1                         | Proljeće (Le Printemps)                                            |       | Édouard Manet         | 1881.         | 5. studenoga 2014.  | 56.                       |                                        | Getty Museum                                                | Christie's, New York                                            |
| $60,9                             | $35,2                         | Portret halebardista                                               |       | Pontormo              | 1537.         | 31. svibnja 1989.   | 5.                        | Chauncey Stillman                      | Getty Museum                                                | Christie's, New York                                            |